# Wolf-Rüdiger Janzen

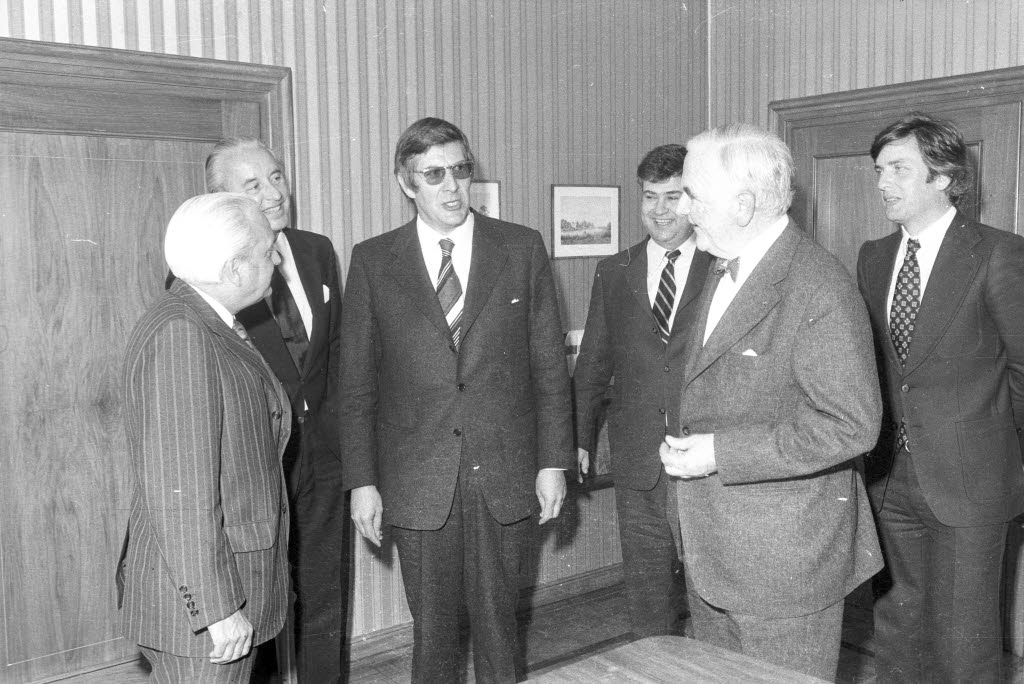
Antrittsbesuch des belgischen Honorarkonsuls (1974), v.l.n.r.: IHK-Präsident Hans-Detlev Prien, IHK-Hauptgeschäftsführer Hendrik Genth, Generalkonsul Nestor Cockx, N.N., belgischer Honorarkonsul Heinz Seibel, IHK-Geschäftsführer Wolf-Rüdiger Janzen.

Wolf-Rüdiger Janzen (* 9. April 1941 in Liegnitz, Provinz Niederschlesien) ist ein deutscher Wirtschaftsfunktionär. Er wirkte von 1985 bis 2006 als Hauptgeschäftsführer der Industrie- und Handelskammer zu Kiel. Janzen ist Ehrenpräsident der Baltic Sea Chamber of Commerce Association, an deren Gründung er 1992 maßgeblichen Anteil hatte. Von 2003 bis zum Erreichen der Altersgrenze war Janzen Honorarkonsul des Königreichs Schweden.  
Für seine Verdienste um die Wirtschaft wurde Janzen unter anderem mit dem Bundesverdienstkreuz 1. Klasse und der Andreas-Gayk-Medaille der Stadt Kiel ausgezeichnet. 2011 ernannte ihn König Carl XVI. Gustaf zum Kommandeur des Schwedischen Nordstern-Ordens, nachdem Janzen bereits 1995 mit dem Ritterkreuz des Nordstern-Ordens des Schwedischen Königreichs ausgezeichnet worden war. Ferner ist Janzen Träger des Offizierskreuzes des polnischen Verdienstordens und des estnischen Marienlandordens.  
Privat engagiert sich Janzen seit 1991 im Verein Kieler Hansekogge e. V., deren Vorsitzender er ist.